# Gabbemagasthuis
Het Gabbemagasthuis is een monumentaal pand in Leeuwarden in de Nederlandse provincie Friesland.

## Geschiedenis
Het oorspronkelijke gasthuis bij de Grote of Jacobijnerkerk werd in 1634 gesticht door Abbe Freerks Gabbema. In 1906 kwam aan de Wijbrand de Geeststraat nieuwbouw tot stand naar plannen van Willem Cornelis de Groot. Het U-vormige pand en het tuinhek zijn uitgevoerd in jugendstil-vormen. Het eenlaagspand is opgetrokken uit oranjerode verblendsteen. Op het dak liggen rood- en groen geglazuurde pannen. In het midden van het gebouw bevindt zich boven de ingang een polychroom tegeltableau met de naam van het gasthuis en een houten klokkentorentje met ingesnoerde spits.

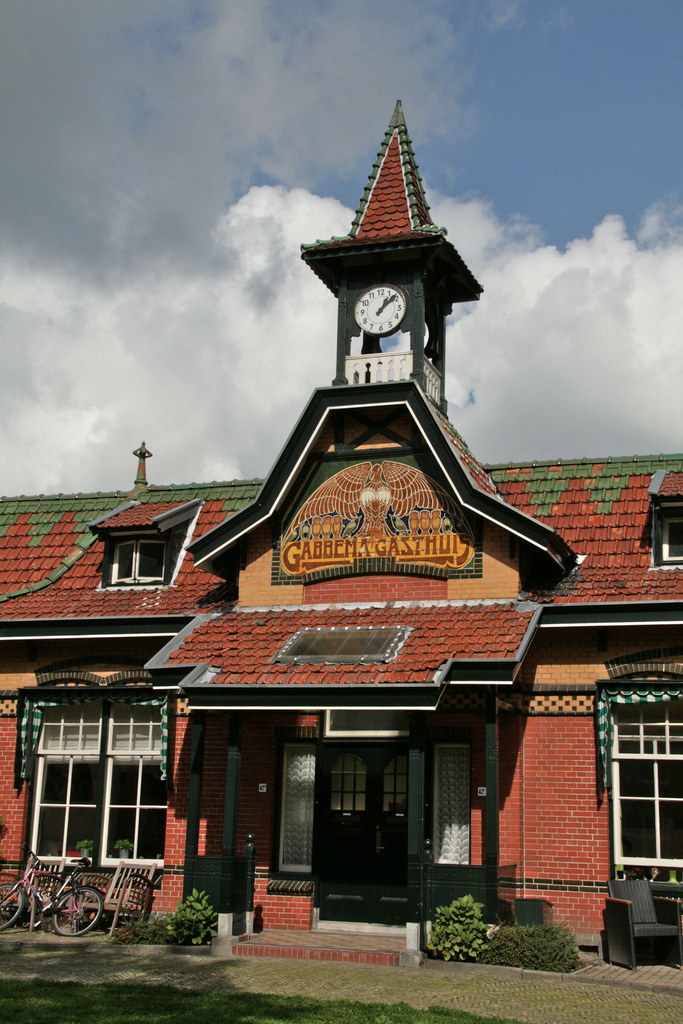
Ingang
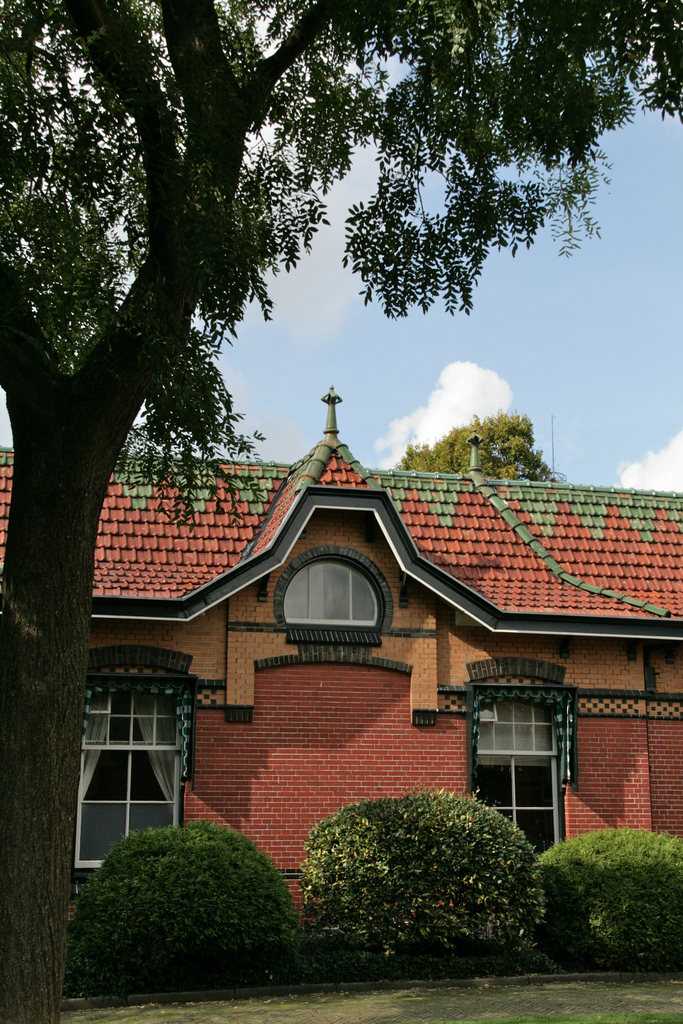
Gevel en dak